# Pula (Italie)
Pula est une commune de la ville métropolitaine de Cagliari, dans la région Sardaigne, en Italie.

## Administration
| Période                                  | Période          | Identité                | Étiquette     | Qualité |
| ---------------------------------------- | ---------------- | ----------------------- | ------------- | ------- |
| 21 novembre 1993                         | 16 novembre 1997 | Antonio Giulio Corronca | Liste civique |         |
| 16 novembre 1997                         | 26 mai 2002      | Mario De Donato         | Liste civique |         |
| 26 mai 2002                              | 12 juin 2004     | Francesco Loi           | Liste civique |         |
| 12 juin 2004                             | 25 mai 2014      | Walter Cabasino         | Liste civique |         |
| 25 mai 2014                              | En cours         | Carla Medau             | Liste civique |         |
| Les données manquantes sont à compléter. |                  |                         |               |         |

### Hameaux
Santa Margherita di Pula.

### Communes limitrophes
Domus de Maria, Santadi, Sarroch, Teulada, Villa San Pietro.

### Îles
- Île Saint Macaire.